# مستشفى ألتونا للأطفال

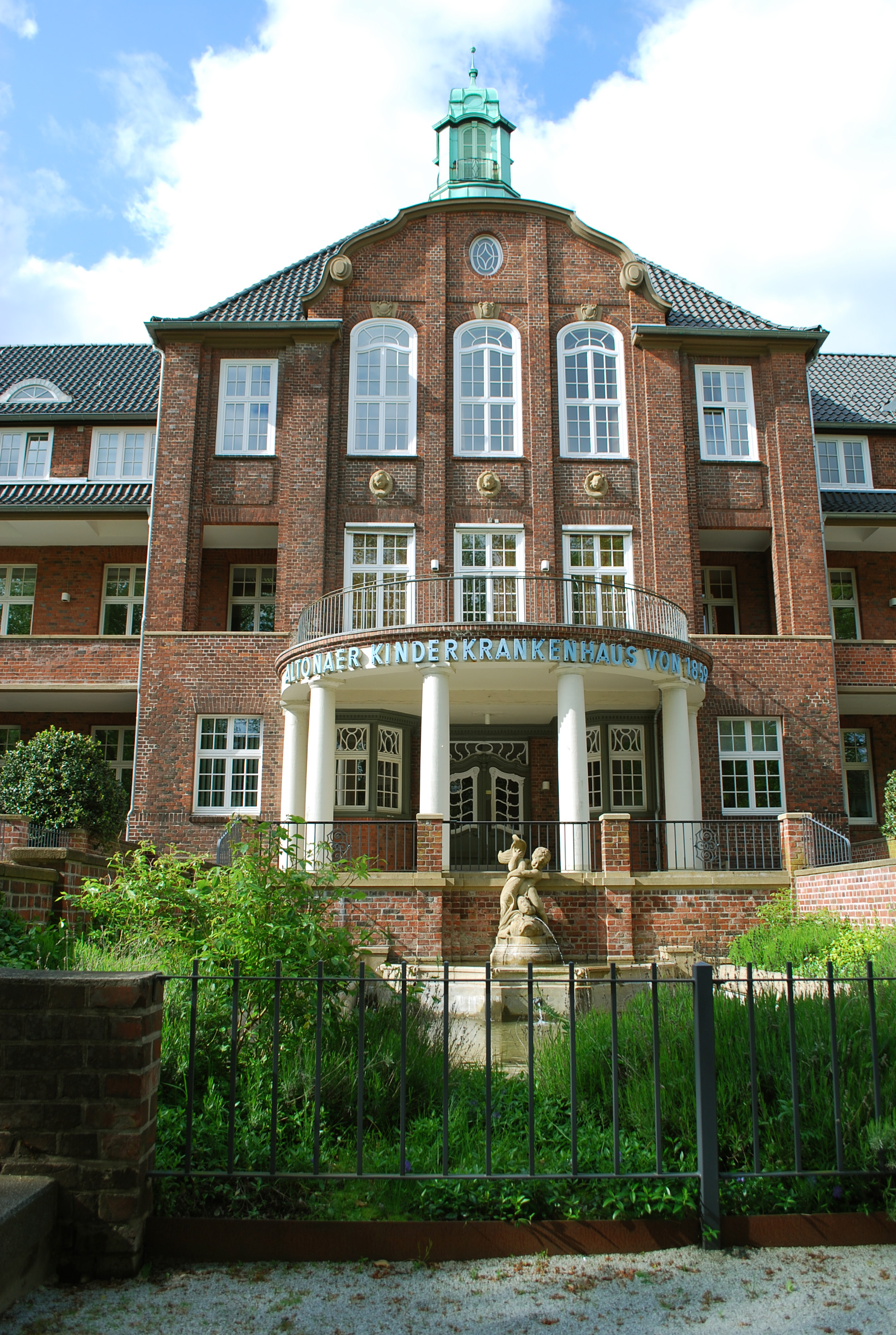
المدخل الرئيسي السابق لمستشفى ألتونا للأطفال في بليكينالي (الصورة في تاريخ مايو 2016)

مستشفى ألتونا للأطفال في منطقة أوتنسن في ولاية هامبورغ, المانيا هي مستشفى متخصص للأطفال والمراهقين موجود منذ عام 1859 ولديها 206 سرير. هناك أيضا 31 سرير للعلاج المؤقت.  منذ عام 2006 أصبحت مستشفى الأطفال هذه تابعة لمركز الطب الجامعي هامبورغ-إيبندورف.

## عبر الزمن

### 1914 إلى 1945
كانت المستشفى في ذلك الحين مركز رعاية للأطفال يتسع لـ 60 رضيعا. 

### النصف الثاني من القرن العشرين
تميزت فترة الخمسينيات بالتجديدات الهيكلية والفنية للمبنى الحالي لمستشفى الأطفال هذا.  وفي الذكرى السنوية لعام 1959، كان مستشفى الأطفال يتسع لأكثر من 400 سرير للأطفال، واثنا عشر طبيبًا يعتنون بالمرضى، و115 عمال آخرين الممرضين والمتدربين على التمريض.

### أزمة عام 2002 والتطورات منذ ذلك الحين
في نهاية عام 2002، واجه مستشفى الأطفال هذه صعوبات مالية كثيرة، وتحدثت الصحافة المحلية عن احتمال إفلاس المستشفى وإغلاقه.  لكن استطاع المستشفى تخطي الصعاب وهي قيد العمل حتى اليوم

## المبنى

### الموضع
تقع مباني مستشفى ألتونا للأطفال في منطقة هامبورغ-أوتنسن التي يحدها بليكينالي من الجنوب، وغرونيبيرج شتراسه من الغرب.

### المباني الفردية
يُطلق على المبنى الرئيسي القديم مع المدخل الرئيسي القديم اسم (H-Haus باللغة الألمانية, والذي يعني المبنى-ه).  على يساره أو غربه يوجد المبنى-س, الذي كان يحتوي على مركز رعاية للأطفال الرضع، ولكن اليوم يوجد هناك مركز رعاية طبية وعيادة للأطفال.
بين المبنى-ه والمبنى-س، يوجد المبنى الغربي الجديد ، والذي يشار إليه الآن باسم المبنى المركزي . ويحتوي على غرف للعيادات الخارجية ووحدة عناية المركزة والعيادة النهارية وجراحة العظام.
خلف الجناح الشرقي للمبنى الرئيسي القديم ( المبنى-ه ) يوجد المقهى .

## الميزات والعضويات

### التدريب المهني
باعتباره المستشفى مستشفى تعليمي أكاديمي تابع لجامعة هامبورغ، يقوم مستشفى ألتونا للأطفال بتدريب الطلاب بانتظام في مجال الطب البشري . ويمتد هذا التدريب إلى جميع الأقسام تقريبًا، وخاصة قسم طب الأطفال.
مستشفى الأطفال هي أيضًا راعية للتدريب التمريضي المهني للأطفال المعترف به من قبل الدولة والتي تضم 135 أماكن التدريب. 